# 118 (tal)
118 är det naturliga talet som följer 117 och som följs av 119.

## Inom matematiken
- 118 är ett jämnt tal.
- 118 är ett ikosihenagontal
- 118 är ett semiprimtal

## Inom vetenskapen
- Oganesson, atomnummer 118
- 118 Peitho, en asteroid